# Mistrovství světa v judu 1984
3. mistrovství světa žen se konalo v Stadthalle ve Vídni ve dnech 10.-11. listopadu 1984.

## Program
- SOB – 10.11.1984 – těžká váha (+72 kg)
- SOB – 10.11.1984 – polotěžká váha (−72 kg)
- SOB – 10.11.1984 – střední váha (−66 kg)
- SOB – 10.11.1984 – polostřední váha (−61 kg)
- NED – 11.11.1984 – lehká váha (−56 kg)
- NED – 11.11.1984 – pololehká váha (−52 kg)
- NED – 11.11.1984 – supelehká váha (−48 kg)
- NED – 11.11.1984 – bez rozdílu vah

## Výsledky
| Kategorie | Zlato                       | Stříbro                         | Bronz                       | Bronz                       |
| --------- | --------------------------- | ------------------------------- | --------------------------- | --------------------------- |
| −48 kg    | Karen Briggsová (GBR)       | Marie-France Collignonová (FRA) | Julie Reardonová (AUS)      | Darlene Anayaová (USA)      |
| −52 kg    | Kaori Jamagučiová (JPN)     | Edith Hrovatová (AUT)           | Christina-Ann Boydová (AUS) | Joanna Majdanová (POL)      |
| −56 kg    | AnnMaria Burnsová (USA)     | Suzanne Williamsová (AUS)       | Catherine Arnaudová (FRA)   | Gerda Winklbauerová (AUT)   |
| −61 kg    | Natasha Hernándezová (VEN)  | Chantal Hanová (NED)            | Kaori Hačinoheová (JPN)     | Martine Rottierová (FRA)    |
| −66 kg    | Brigitte Deydierová (FRA)   | Irene de Koková (NED)           | Dawn Netherwoodová (GBR)    | Šinobu Kandoriová (JPN)     |
| −72 kg    | Ingrid Berghmansová (BEL)   | Barbara Claßenová (FRG)         | Anita Stapsová (NED)        | Véronique Vigneronová (FRA) |
| +72 kg    | Maria Teresa Mottaová (ITA) | Kao Feng-lien (CHN)             | Margaret Castrová (USA)     | Marjolein van Unenová (NED) |